# بخش شش‌طراز

تقسیمات کشوری در شهرستان خلیل‌آباد

بخش شش‌طراز یکی از بخش‌های شهرستان خلیل‌آباد در استان خراسان رضوی ایران است. بنابر سرشماری مرکز آمار ایران، جمعیت بخش شش‌طراز شهرستان خلیل‌آباد در سال ۱۳۹۵ برابر با ۱۹٬۹۱۵ نفر بوده‌است.

## تقسیمات کشوری

### دهستان‌ها

#### دهستان کویر

##### روستاها
- علی‌آباد شور
- جعفرآباد
- کاهه
- مهدی‌آباد
- قهندیز
- سعدالدین
- شوراب
- سنبل

#### دهستان شش‌طراز

##### روستاها
- ایرج‌آباد
- جابوز
- تکمار

### مرکزیت
- کندر